# Le Barbier de Springfield
Le Barbier de Springfield est le 2e épisode de la saison 19 de la série télévisée d'animation Les Simpson.

## Synopsis
Après la messe du dimanche, les Simpson se pressent pour rentrer chez eux. Marge ne veut pas cuisiner car elle est fatiguée. Les restaurants sont tous complets, sauf un où les Simpson se rendent mais qui est en réalité un buffet pour un enterrement. Au cours de ce buffet, Homer est sollicité par une dame lui demandant de porter le cercueil, mais il glisse, tombe dans un trou et se fait très mal au dos. À l'hôpital, le docteur Hibbert constate qu'une fois allongé sur le dos, Homer a une très belle voix de chanteur d'opéra. Il lui demande alors de chanter pour remonter le moral de tous les patients.
Monsieur Burns remarque Homer et lui propose de chanter La Bohème dans sa troupe d'opéra privée. Mais la nouvelle notoriété d'Homer ne lui apporte pas que des agréments. À Marge non plus. Un soir, le couple est attaqué par de vieilles groupies hystériques. Ils sont sauvés par Julia, une femme mystérieuse qui n'est pas insensible au charme d'Homer...

## Références culturelles

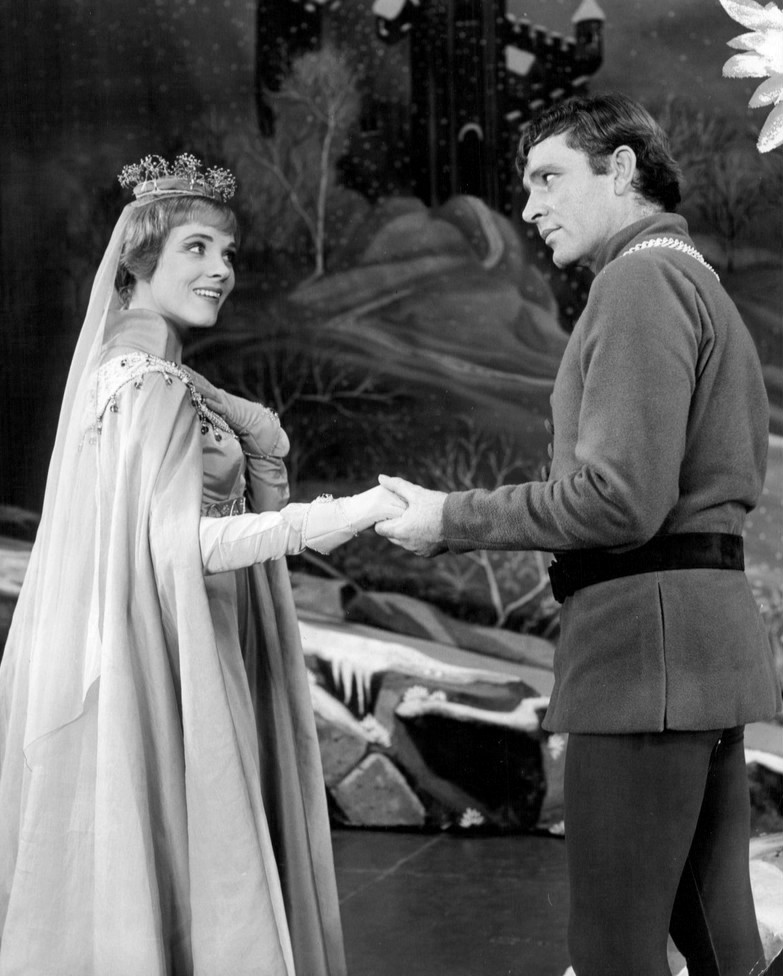
Julie Andrews (Guenièvre) et Richard Burton (le Roi Arthur) dans Camelot (comédie musicale) en 1960

## Invités
- Placido Domingo : lui-même (voix)
- Maya Rudolph : Julia (voix)